# Osvaldo Dorticós Torrado

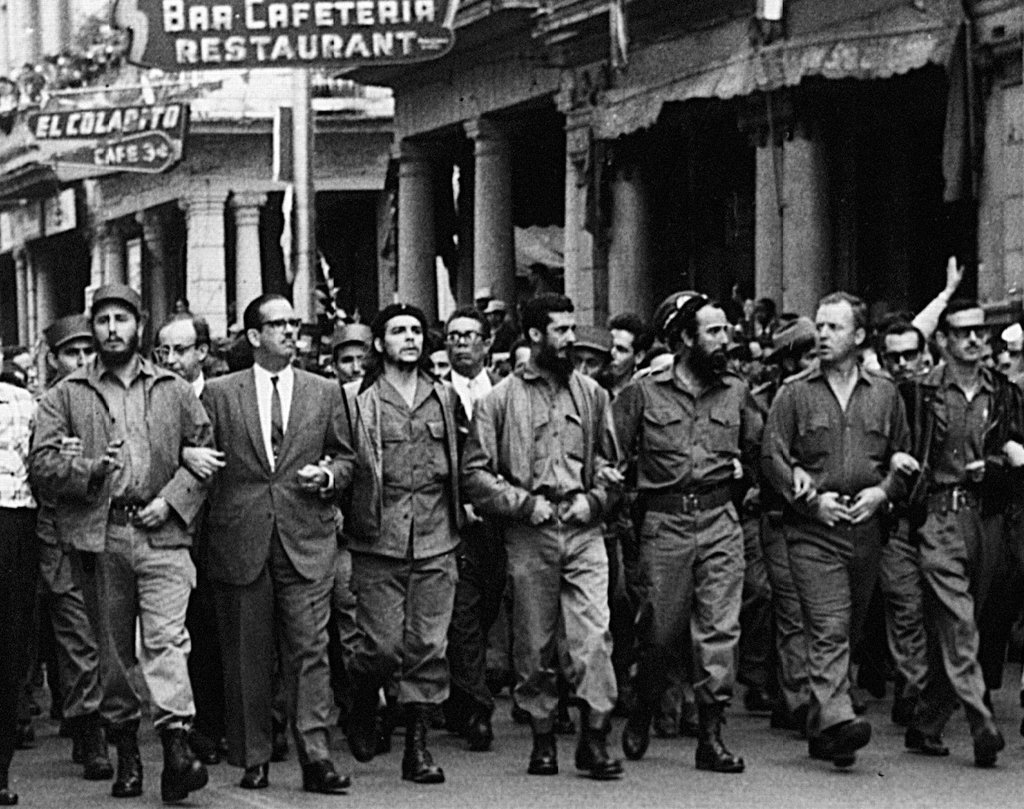
Osvaldo Dorticós Torrado, tvåa från vänster, arm i arm med Fidel Castro och Che Guevara 1960.

Osvaldo Dorticós Torrado född 17 april 1919 i Cienfuegos, död 23 juni 1983 i Havanna, var en kubansk politiker och president 2 juli 1959-2 december 1976. Han tillhörde Partido Socialista Popular de Cuba (det reformerade kommunistpartiet) och efterträdde den oberoende presidenten Manuel Urrutia Lleo (som motsatt sig både Batista och Castro) i juli 1959 efter dennes schism med Castro och blev därmed den nya regimens första steg mot en marxistisk linje. Efter en författningsändring där den exekutiva makten överfördes till presidenten avgick han och tidigare premiärministern Castro valdes till ny president. Dorticós Torrado begick självmord 1983.